# Livonia (Misuri)
Livonia es una villa ubicada en el condado de Putnam en el estado estadounidense de Misuri. En el Censo de 2010 tenía una población de 74 habitantes y una densidad poblacional de 107,41 personas por km².

## Geografía
Livonia se encuentra ubicada en las coordenadas 40°29′31″N 92°42′2″O / 40.49194, -92.70056. Según la Oficina del Censo de los Estados Unidos, Livonia tiene una superficie total de 0.69 km², de la cual 0.69 km² corresponden a tierra firme y (0%) 0 km² es agua.

## Demografía
Según el censo de 2010, había 74 personas residiendo en Livonia. La densidad de población era de 107,41 hab./km². De los 74 habitantes, Livonia estaba compuesto por el 100% blancos, el 0% eran afroamericanos, el 0% eran amerindios, el 0% eran asiáticos, el 0% eran isleños del Pacífico, el 0% eran de otras razas y el 0% pertenecían a dos o más razas. Del total de la población el 1.35% eran hispanos o latinos de cualquier raza.